# سیارک ۴۳۴۷
سیارک ۴۳۴۷ (به انگلیسی: 4347 Reger، نامگذاری:1988PK2) چهار هزار و سیصد و چهل و هفتمین سیارک کشف شده‌است که در ۱۳ اوت ۱۹۸۸ کشف شد.
قدر مطلق سیارک برابر ۱۱٫۸۰ است.